# Cimborák – Nádi szélben
A Cimborák – Nádi szélben Homoki Nagy István 1958-ban bemutatott színes, kaland-természetfilmje, amely 4 éven keresztül készült. A film folytatása – a Cimborák – Hegyen-völgyön – 1960-ban került bemutatásra.

## Történet
Fickó, az aranyszívű vizsla, Pletyka, a kis nősténytacskó, és Nimród, a villogó-tekintetű héja kicsi koruk óta együtt nevelkednek. Egy nap légi-postvával vadászkiállításra küldik őket. Amikor azonban a gép kényszerleszállást hajt végre, gyorsan kimenekítik az állatokat. A három cimbora a Kis-Balatonnál köt ki, ahonnét rengeteg kaland közepette megpróbálnak hazajutni.

## Stáb
- Írta, rendezte és fényképezte: Homoki Nagy István
- Narrátor: Timár József
- Pletyka, a tacskó hangja: Kiss Manyi
- Fickó, a vizsla hangja: Kállai Ferenc
- Zeneszerző: Vincze Ottó
- Segédoperatőr: ifj. Tóth Sándor
- Hangmérnök: Lohr Ferenc
- Vágó: Farkas Zoltán
- Fősátormester: Vona István
- Főmunkatárs: Szigethy Kálmán
- Színes technika: Dobrányi Géza
- Felvételvezető: Gereben Ferenc
- Gyártásvezető és segédrendező: Homokiné Zsoldos Zsuzsa
- Felvételek: ÉCLAIR Caméflex felvevőgéppel

## Televíziós megjelenés
- MTV, M2, Duna, Sió TV, Szolnoki VTV, Eger VTV, Kecskeméti VTV, Filmmúzeum, Hálózat TV